# Absceso pulmonar
El absceso pulmonar  es una lesión en forma de cavidad de más de 2 cm, con pus, habitualmente rodeada de tejido inflamado y normalmente ocasionada por una infección.

El absceso pulmonar es considerado primario (60%) cuando es causado por un proceso que se origina y mantiene en el pulmón y se denomina secundario cuando es la complicación de otras causas, por ejemplo, una embolia vascular o rotura de un absceso extrapulmonar hacia el parénquima pulmonar. La neumonía necrotizante o gangrena pulmonar, junto al absceso pulmonar son manifestaciones de procesos similares.

## Historia
El absceso pulmonar era una enfermedad devastadora y a menudo mortal en la era preantibiótica, un tercio de los pacientes morían, otro tercio se recuperaba y el resto quedaban con grandes secuelas como caquexia, empiema crónico, bronquiectasias, etc. En los primeros tiempos de la era antibiótica, las sulfonamidas no obtenían resultados satisfactorios. El tratamiento efectivo comenzó con la llegada de las penicilinas y las tetraciclinas. Aunque el papel de la cirugía fue considerado esencial en el pasado, hoy en día su papel es prácticamente nulo debido a la resolución con terapia antibiótica.

## Clasificación
El absceso de pulmón puede ser clasificado basado en su duración o en sus causas: absceso pulmónar agudo cuando es menor de 4 semanas o crónico con tiempos mayores. También puede ser caracterizado por los patógenos causantes, como Staphylococcus anaerobios o Aspergillus.

## Causas
Los abscesos pulmonares son causados por bacterias anaerobias, es decir, que sobreviven en ambientes sin oxígeno, tales como el Bacteroides, la Fusobacteria, los estreptococos anaerobios y ocasionalmente la Klebsiella. Para finales de los años 1990 se ha visto un aumento en la incidencia de abscesos pulmonares cuasados por Staphylococcus aureus. Todos estos organismos respondían bien a la penicilina, sin embargo, se han vuelto resistentes por la producción de betalactamasas, especialmente los bacteroides y los estafilococos.[cita requerida]

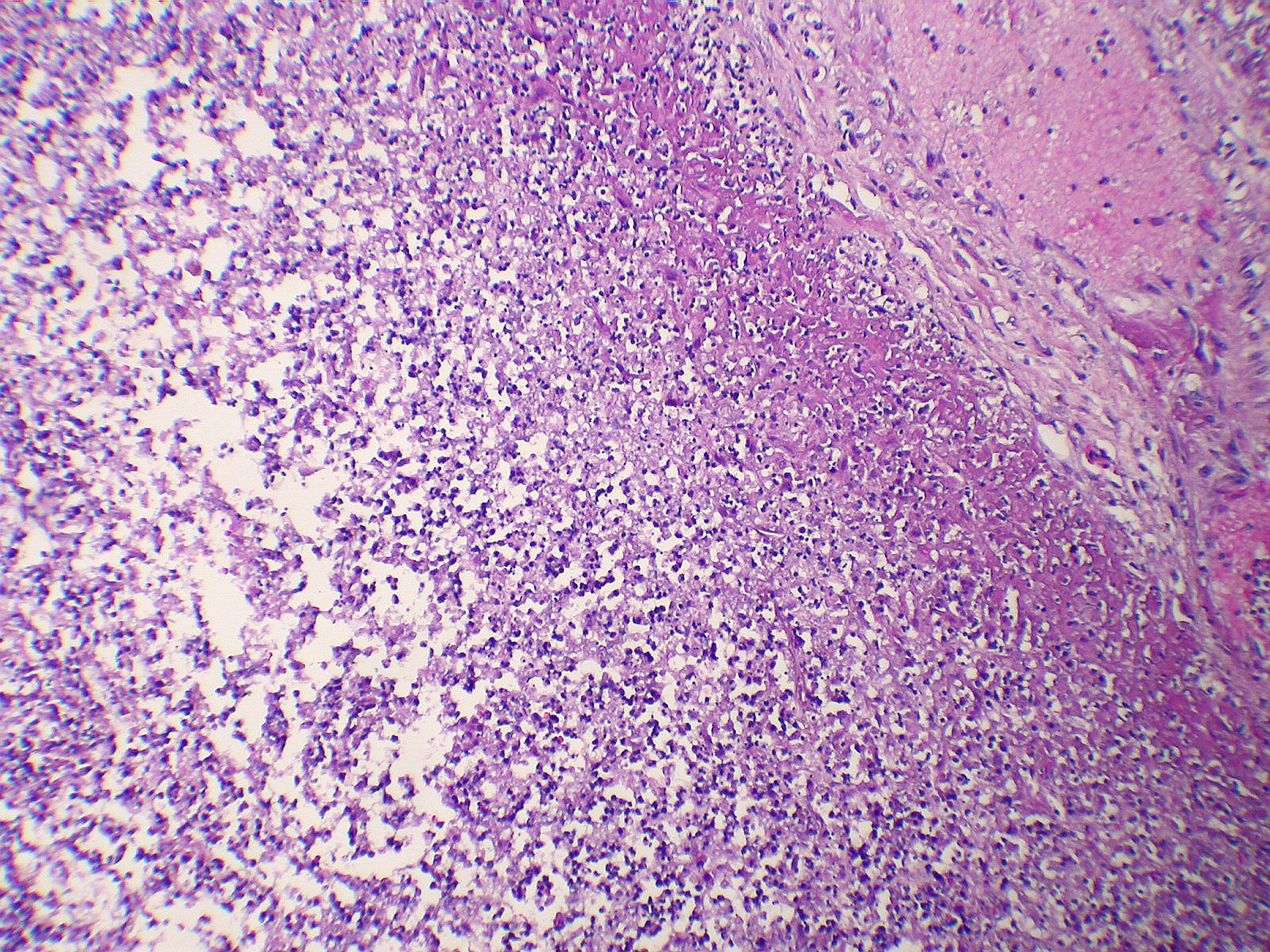
Supuración con licuefacción central rodeada por una delgada cápsula fibrosa.

Dentro de las principales causas de absceso pulmonar se encuentran:
- Aspiración de contenido orofaríngeo.
- Obstrucción bronquial.
- Neumonitis.
- Infecciones bacterianas.
- Infarto pulmonar infectado.
- Extensión de infección abdominal (sepsis), generalmente con formación de un absceso.
- Contusión pulmonar postraumática.

Normalmente el absceso pulmonar se debe a una infección producida por bacterias que vienen de la boca o la garganta e ingresan a los pulmones al ser aspiradas. En la mayoría de los casos, el organismo cuenta con suficientes barreras inmunitarias para impedir que estas bacterias desarrollen una infección (de hecho cuando tragamos saliva hay suficientes bacterias para desarrollar una); sin embargo, cuando un individuo se encuentra inmunodeprimido, no puede impedir que estas bacterias desarrollen la infección.
Algunas infecciones por Staphylococcus aureus, Legionella pneumophila y algunos tipos de hongos suelen causar abscesos pulmonares en individuos cuyo sistema inmunitario se encuentra comprometido.
En la mayoría de los casos, los pacientes muestran solamente un absceso localizado; sin embargo, existe la posibilidad de que se desarrolle más de uno, localizados en el mismo pulmón.[cita requerida]

## Cuadro clínico
Los síntomas iniciales pueden ser confundidos con los de una neumonía (fatiga, pérdida de peso, fiebre, sudoración, tos, generalmente acompañada de esputo). El esputo generalmente va acompañado de sangre (véase hemoptisis) y con un olor pútrido producto de las bacterias. El paciente además puede presentar dolor abdominal, sobre todo si se desarrolla un cuadro de pleuritis o inflamación de la pleura.

## Diagnóstico
Generalmente la anamnesis y el examen físico dan pruebas suficientes de la presencia de un absceso pulmonar. Además, se pueden pedir radiografías de tórax para confirmar el diagnóstico, ya que se observan características de lesión infecciosa y neumatoceles; y solicitar cultivo de muestras del esputo para saber el patógeno causante de la infección.

## Diagnóstico diferencial
- Cáncer de pulmón cavitado (escamocelular o microcelular)
- Tuberculosis
- Empiema pleural localizado
- Bullas enfisematosas infectadas
- Neumoconiosis cavitaria
- Hernia hiatal
- Hematoma pulmonar
- Quiste hidatídico del pulmón
- Infartos cavitados de pulmón
- Poliangitis con granulomatosis (granulomatosis de Wegener)
- Aspiración de cuerpo extraño
- Embolia pulmonar séptica[5]

## Tratamiento
El tratamiento consiste en administrar antibióticos vía oral o intravenosa, lo cual necesita de varios meses de terapia para lograr una mejoría significativa, después de lo cual el paciente es sometido a una radiografía para comprobar si el absceso permanece.
Cuando la causa son Staphyloccocus se utiliza penicilina, en el caso de resistencia a esta Vancomicina.
Si se trata de cocos Gram Negativos el tratamiento de preferencia son cefalosporinas o aminoglicósidos.
Si la causa es una obstrucción, se realiza una broncoscopia para eliminar dicha obstrucción.
En ocasiones, es necesario el drenaje del absceso.

## Pronóstico
El 5% de los pacientes no logra mejorar con el tratamiento, y la mortalidad es de alrededor del 5%, aumentando en pacientes inmunocomprometidos, aquellos con cáncer de pulmón o en los que el absceso es demasiado grande.